# Burmannia stricta
Burmannia stricta är en enhjärtbladig växtart som beskrevs av Fredrik Pieter Jonker. Burmannia stricta ingår i släktet Burmannia och familjen Burmanniaceae. Inga underarter finns listade i Catalogue of Life.